# Andy Lyons
Andrew Lyons, detto Andy (Naas, 2 agosto 2000), è un calciatore irlandese, difensore del Blackpool.

## Carriera

### Club
Cresciuto nel settore giovanile del Bohemians, esordisce in prima squadra il 16 aprile 2018, in occasione dell'incontro di Premier Division perso per 3-1 contro il Derry City. Trova la sua prima rete in campionato il 29 maggio 2021, nella vittoria per 3-0 sul Waterford. Nel gennaio 2022, viene ceduto allo Shamrock Rovers.
Il 29 agosto 2022 viene annunciato il suo trasferimento al Blackpool, che diverrà effettivo il 1º gennaio 2023, ovvero al termine della stagione 2022 della massima divisione irlandese.

### Nazionale
Ha giocato nelle nazionali giovanili irlandesi Under-18, Under-19 ed Under-21.

## Statistiche

### Presenze e reti nei club
Statistiche aggiornate al 9 settembre 2022.
| Stagione        | Squadra         | Campionato      | Campionato | Campionato | Coppe nazionali | Coppe nazionali | Coppe nazionali | Coppe continentali | Coppe continentali | Coppe continentali | Altre coppe | Altre coppe | Altre coppe | Totale | Totale |
| Stagione        | Squadra         | Comp            | Pres       | Reti       | Comp            | Pres            | Reti            | Comp               | Pres               | Reti               | Comp        | Pres        | Reti        | Pres   | Reti   |
| --------------- | --------------- | --------------- | ---------- | ---------- | --------------- | --------------- | --------------- | ------------------ | ------------------ | ------------------ | ----------- | ----------- | ----------- | ------ | ------ |
| 2018            | Bohemians       | PD              | 5          | 0          | CI+CdL          | 0+1             | 0               |                    | -                  | -                  |             | -           | -           | 6      | 0      |
| 2019            | Bohemians       | PD              | 14         | 0          | CI+CdL          | 3+2             | 1+0             |                    | -                  | -                  |             | -           | -           | 19     | 1      |
| 2020            | Bohemians       | PD              | 14         | 0          | CI              | 0               | 0               | UEL                | 1                  | 0                  |             | -           | -           | 15     | 0      |
| 2021            | Bohemians       | PD              | 25         | 1          | CI              | 4               | 1               | UECL               | 6                  | 0                  |             | -           | -           | 35     | 2      |
| 2022            | Shamrock Rovers | PD              | 24         | 6          | CI              | 1               | 1               | UCL+UEL+UECL       | 4+4+1              | 0+1+0              |             | -           | -           | 34     | 8      |
| Totale carriera | Totale carriera | Totale carriera | 82         | 7          |                 | 11              | 3               |                    | 16                 | 1                  |             | -           | -           | 109    | 11     |